# HIST1H4A
Histon H4 je protein koji je kod ljudi kodiran HIST1H4A genom.

## Literatura
- Pauli U; Chrysogelos S; Stein G;  . (1987). „Protein-DNA interactions in vivo upstream of a cell cycle-regulated human H4 histone gene.”. Science. 236 (4806): 1308—11. PMID 3035717. doi:10.1126/science.3035717.
- Albig W, Doenecke D (1998). „The human histone gene cluster at the D6S105 locus.”. Hum. Genet. 101 (3): 284—94. PMID 9439656. doi:10.1007/s004390050630.
- El Kharroubi A, Piras G, Zensen R, Martin MA (1998). „Transcriptional activation of the integrated chromatin-associated human immunodeficiency virus type 1 promoter.”. Mol. Cell. Biol. 18 (5): 2535—44. PMC 110633 . PMID 9566873.
- Lorain S; Quivy JP; Monier-Gavelle F;  . (1998). „Core histones and HIRIP3, a novel histone-binding protein, directly interact with WD repeat protein HIRA.”. Mol. Cell. Biol. 18 (9): 5546—56. PMC 109139 . PMID 9710638.
- Deng L; de la Fuente C; Fu P;  . (2001). „Acetylation of HIV-1 Tat by CBP/P300 increases transcription of integrated HIV-1 genome and enhances binding to core histones.”. Virology. 277 (2): 278—95. PMID 11080476. doi:10.1006/viro.2000.0593.
- Freire J; Covelo G; Sarandeses C;  . (2001). „Identification of nuclear-import and cell-cycle regulatory proteins that bind to prothymosin alpha.”. Biochem. Cell Biol. 79 (2): 123—31. PMID 11310559. doi:10.1139/bcb-79-2-123.
- Deng L; Wang D; de la Fuente C;  . (2001). „Enhancement of the p300 HAT activity by HIV-1 Tat on chromatin DNA.”. Virology. 289 (2): 312—26. PMID 11689053. doi:10.1006/viro.2001.1129.
- Strausberg RL; Feingold EA; Grouse LH;  . (2003). „Generation and initial analysis of more than 15,000 full-length human and mouse cDNA sequences.”. Proc. Natl. Acad. Sci. U.S.A. 99 (26): 16899—903. PMC 139241 . PMID 12477932. doi:10.1073/pnas.242603899.
- Yoon HG; Chan DW; Huang ZQ;  . (2003). „Purification and functional characterization of the human N-CoR complex: the roles of HDAC3, TBL1 and TBLR1.”. EMBO J. 22 (6): 1336—46. PMC 151047 . PMID 12628926. doi:10.1093/emboj/cdg120.
- Lusic M, Marcello A, Cereseto A, Giacca M (2004). „Regulation of HIV-1 gene expression by histone acetylation and factor recruitment at the LTR promoter.”. EMBO J. 22 (24): 6550—61. PMC 291826 . PMID 14657027. doi:10.1093/emboj/cdg631.
- Phee H, Abraham RT, Weiss A (2005). „Dynamic recruitment of PAK1 to the immunological synapse is mediated by PIX independently of SLP-76 and Vav1.”. Nat. Immunol. 6 (6): 608—17. PMID 15864311. doi:10.1038/ni1199.